# Claudio Chiappucci

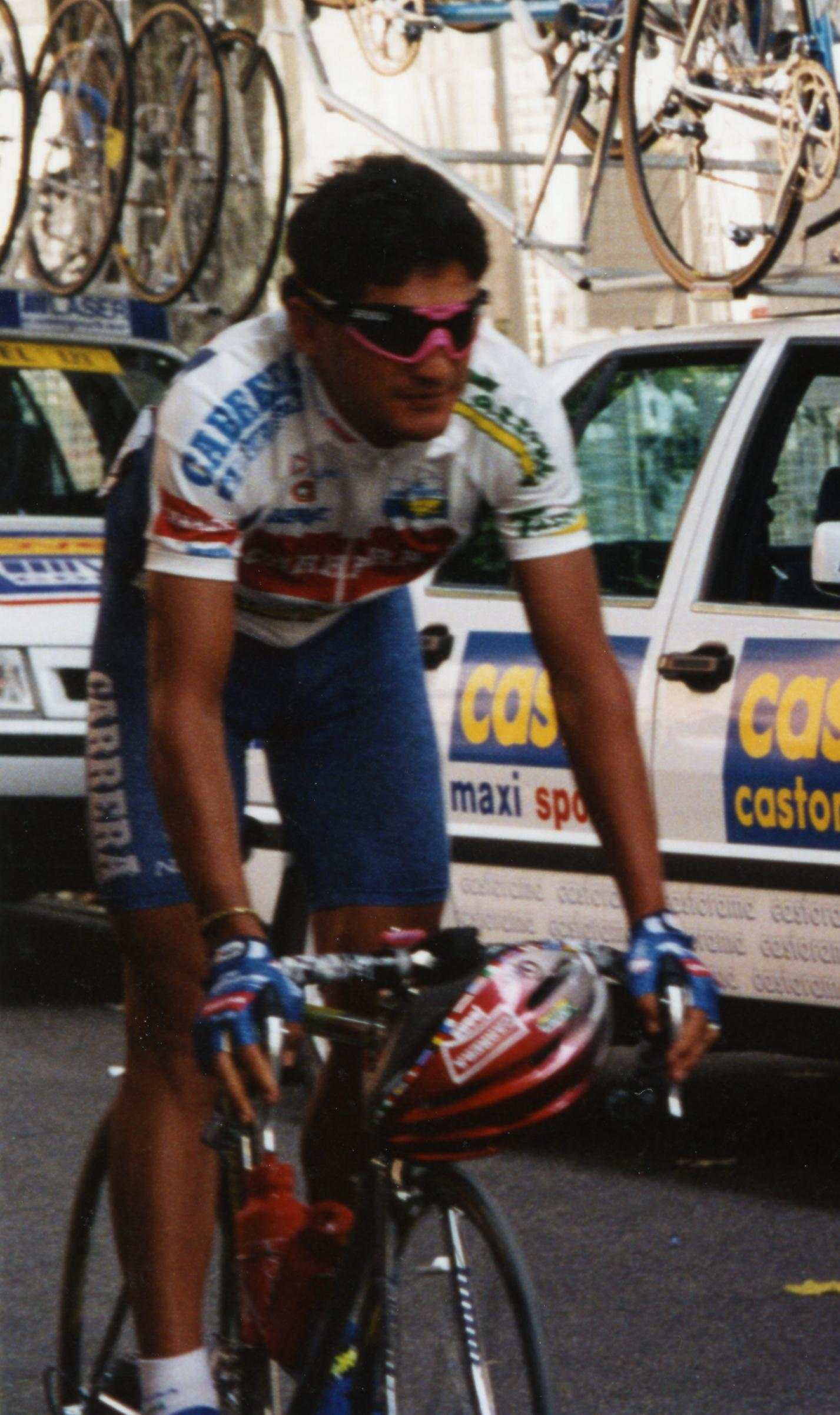
Claudio Chiappucci lors du Tour de France 1993

Claudio Chiappucci, né le 28 février 1963 à Uboldo en Lombardie, est un ancien coureur cycliste italien. Professionnel de 1985 à 1998, il a remporté la classique Milan-San Remo en 1991 et la Classique de Saint-Sébastien en 1993. Il s'est classé deux fois deuxième du Tour d'Italie, en 1991 et 1992, et du Tour de France, en 1990 et 1992.

## Biographie
Coureur atypique, Claudio Chiappucci a eu une multitude de surnoms, mais lors d'un Clásico RCN, certains journalistes colombiens le surnommèrent El Diablo. De tous les sobriquets qu'on lui avait attribué, le coureur italien préféra ce dernier, allant jusqu'à peindre un diable sur son casque.  
Le père de Claudio, Arduino Chiappucci, avait combattu pendant la Seconde Guerre mondiale. Il est fait prisonnier par les Anglais en Tunisie et se retrouve en captivité avec l'idole du sport italien Fausto Coppi. Il se rapproche de Coppi, qu'il admire, allant jusqu'à lui donner sa propre nourriture pour entretenir la force et le moral du « campionissimo ». Les histoires d'Arduino sur Coppi ont alimenté l'intérêt de Claudio pour le cyclisme.

### Années 1987-1989
Claudio Chiappucci est passé professionnel au sein de la formation italienne Carrera Jeans Vagabond à l'âge de 22 ans. En 1987, il participe en tant qu'équipier à la victoire de son leader, l'Irlandais Stephen Roche, sur le Tour d'Italie. En 1989, Claudio Chiappucci participe à son premier Tour de France et le termine à la 81e place. Il obtient des victoires sur des courses d'un jour telles que le Tour du Piémont ou la Coppa Placci et des places d'honneur sur des semi-classiques comme le Grand Prix de Francfort.

### Année 1990
En début d'année 1990, Claudio Chiappucci est meilleur grimpeur du Paris-Nice. Sur le Tour d'Italie, Claudio Chiappucci obtient la 12e place et remporte le maillot vert du meilleur grimpeur confirmant ainsi les bons résultats obtenus lors du Tour d'Espagne en 1988. Lors du Tour de France 1990, il part avec le dossard numéro 171 dans le dos, ce qui signifie qu'il est le leader de l'équipe Carrera. En effet, après le départ de Stephen Roche, la formation italienne est disposée à lui donner plus de responsabilités. Sachant qu'il n'a que très peu de chances d'arriver dans les dix premiers à Paris, Claudio Chiappucci passe à l'offensive dès la première étape. Il se retrouve dans un groupe de quatre coureurs parmi lesquels se trouvent le Néerlandais Frans Maassen qui remporte l'étape, le Canadien Steve Bauer et le Français Ronan Pensec. À l'arrivée, ils comptent une avance maximale de 10 minutes. Aucune équipe n'a voulu prendre en main la poursuite car il y avait le même jour une deuxième demi-étape sous forme d'un contre-la-montre par équipes. À l'issue de cette étape, Steve Bauer, ayant fait le meilleur prologue des quatre, prend le maillot jaune. Ronan Pensec le lui prend dans les Alpes et le conservera deux jours. C'est lors de l'étape entre Fontaine et Villard-de-Lans, un contre-la-montre en côte, que Claudio Chiappucci s'empare du maillot jaune. Il se classe huitième de ce contre-la-montre. Lors de l'étape entre Blagnac et Luz-Ardiden, l'Américain Greg LeMond prend un avantage important reléguant Claudio Chiappucci à plus de deux minutes. Chiappucci réussit néanmoins à sauver son maillot jaune pour 5 petites secondes. Une rivalité s'installe entre Greg LeMond, déjà vainqueur du Tour, et Chiappucci, présenté comme un gregario opportuniste par les journalistes. Lors du contre-la-montre du lac de Vassivière, Greg LeMond dépossède Chiappucci de son maillot jaune. Ce dernier, en terminant à la 17e place, préserve sa deuxième place pour une poignée de secondes et termine sur le podium du Tour à Paris, intercalé entre l'Américain Greg LeMond et le Néerlandais Erik Breukink. Bien que décrié par une partie de la presse et par l'ensemble de l'équipe cycliste Z, Claudio Chiappucci commence à plaire au public du Tour qui voit en lui une sorte de faire-valoir défiant les géants de la route.
Par ailleurs, cette année-là, Claudio Chiappucci termine sixième de la Coupe du monde de cyclisme, prouvant ainsi qu'il est aussi un coureur de classiques.

### Année 1991
Sur le terrain des classiques, Claudio Chiappucci confirme les bons résultats obtenus en 1990. Il remporte Milan-San Remo grâce à une échappée au long cours. Plus que le résultat c'est la manière dont il a obtenu cette victoire qui marqua les esprits. Chiappucci est un coureur résolument porté sur l'offensive. Il confirme encore en obtenant la deuxième place du Tour d'Italie et en remportant le maillot du classement par points.
Le Tour de France 1991 s'annonce difficile : se présentent au départ une multitude de coureurs de renom parmi lesquels on retrouve l'Américain Greg LeMond, les Espagnols Melchior Mauri (vainqueur du Tour d'Espagne 1991) et Pedro Delgado (vainqueur du Tour 1988 et de la Vuelta 1989), les Italiens Gianni Bugno et Franco Chioccioli (vainqueurs respectifs des Tours d'Italie 1990 et 1991) et Marco Giovannetti, vainqueur de la Vuelta 1990. Claudio Chiappucci n'ayant jamais gagné de grand tour, il fait plutôt partie des outsiders. Lors de l'étape pyrénéenne entre Jaca et Val-Louron, il remporte sa première étape sur le Tour de France. Accompagné du jeune et prometteur coureur espagnol Miguel Indurain, l'Italien distance ses rivaux. Seul Gianni Bugno résiste. Cette étape marque le tournant entre la génération de la fin des années 1980 (Greg LeMond, Laurent Fignon,Stephen Roche ou Pedro Delgado) avec celle des années 1990 (Gianni Bugno, Claudio Chiappucci et Miguel Indurain). Au cours de cette étape, Chiappucci prend pour la première fois le maillot à pois de meilleur grimpeur  et ne le quittera plus. C'est en terminant quatrième lors de la pénultième étape contre-la-montre entre Lugny et Mâcon que Claudio Chiappucci marquera le plus les observateurs. En effet, jusqu'alors,il s'était surtout illustré dans les cols et semblait montrer des limites dans l'exercice du contre-la-montre. Mais cette quatrième place lui ouvre de nouvelles perspectives et fait de lui un vainqueur potentiel du Tour de France.

### Année 1992
Au départ du Tour de France 1992 à Saint-Sébastien (Pays basque espagnol), plus personne ne doute de la capacité de Claudio Chiappucci à gagner un grand tour. En effet, le leader de la Carrera vient encore de terminer deuxième et meilleur grimpeur du Tour d'Italie et possède déjà un beau palmarès aussi bien dans les courses par étapes que dans les classiques. De plus, son équipe emmenée par l'expérimenté coureur irlandais Stephen Roche comme capitaine de route semble l'une des plus puissantes du peloton et parait particulièrement équipée pour la haute-montagne. La première semaine de ce Tour un peu particulier (qui ressemble plus cette année à un Tour de l'Union européenne qu'à un traditionnel Tour de France) se passe très bien pour Claudio Chiappucci : son équipe termine deuxième du contre-la-montre par équipes à deux secondes de la Panasonic, reléguant ainsi les Gatorade de Gianni Bugno à 14 secondes, l'équipe Z de l'Américain Greg LeMond à 33 secondes et surtout l'équipe Banesto de Miguel Indurain, le principal favori, à 43 secondes. Lors de l'étape entre Roubaix et Bruxelles, il fausse compagnie au peloton en compagnie de Greg LeMond, de Laurent Jalabert et du Danois Brian Holm. Il gagne ainsi plus d'une minute sur ses adversaires directs prenant à contre-pied tous les observateurs qui pensaient que les pavés du Nord serait un passage difficile pour lui. En choisissant l'offensive, Chiappucci gagne encore un peu plus le cœur du public. Malheureusement pour lui, c'est lors de l'étape contre-la-montre de Luxembourg que l'on comprend qu'il sera difficile pour Chiappucci de battre Indurain dans un grand Tour. Le coureur espagnol a mis plus de trois minutes à tous ses adversaires. Chiappucci termine 18e de cette étape à plus de 5 minutes et 56 secondes d'Indurain. Comprenant que son sort est déjà scellé, le leader de la Carrera décide d'attaquer de loin lors de la treizième étape entre Saint-Gervais et Sestrière. La mission semble impossible, l'étape comportant un col de deuxième catégorie, trois cols de première catégorie et un col hors-catégorie. Chiappucci passera néanmoins tous ces cols en tête, consolidant ainsi son maillot de meilleur grimpeur. Claudio Chiappucci gagne l'étape de Sestrière en reléguant Miguel Indurain, parti en contre, à 1 minute et 45 secondes. L'Espagnol limite les dégâts malgré une défaillance dans les derniers kilomètres. Gianni Bugno termine à 2 minutes et 53 secondes et le maillot jaune, le Français Pascal Lino, à plus de 10 minutes. Aujourd'hui encore, l'exploit de Claudio Chiappucci à Sestrière est considéré par beaucoup comme l'un des plus grands exploits jamais réalisés sur le Tour de France. Finalement, le coureur italien termine une nouvelle fois deuxième à Paris avec le maillot à pois de meilleur grimpeur. Il gagne également le classement par équipes. 
Grimpeur des années Indurain, Claudio Chiappucci fut vainqueur du Grand Prix de la montagne du Tour de France en 1991 et 1992. Meilleur classement final sur le Tour : 2e en 1990, alors qu'il a porté le maillot jaune pendant 8 jours, et 2e en 1992. Il gagne 3 étapes sur le Tour en 1991, 1992 (il remporte l'étape de Sestrière après 200 km en tête dont les derniers 125 km en solo devant des Italiens en furie) et 1993.
Il gagne également Milan-San Remo 1991, le Tour du Pays basque 1991, le Tour du Trentin 1992, la Classique de Saint-Sébastien 1993 et le Tour de Catalogne 1994.
En 1994, il devient vice-champion du monde sur route, derrière le Français Luc Leblanc.
Il est le recordman de victoires avec Sergio Barbero sur la Japan Cup avec 3 victoires consécutives en 1993, 1994 et 1995.

### Dopage et suspicions
Les années 1990 voient l'arrivée de l'EPO dans le cyclisme. Comme un grand nombre de coureurs de se génération, Claudio Chiappucci n'échappe pas aux suspicions. En 1997, il est contrôlé deux fois avec un hématocrite supérieur à 50 %. La même année, le coureur avoue au procureur Vincenzo Scolastico qu'il utilise de l'EPO depuis 1993, mais par la suite il reviendra sur sa déclaration. Il est rapporté en janvier 2000 dans La Repubblica que le professeur Francesco Conconi, qui travaillait avec le médecin de l'équipe Carrera, le Docteur Giovanni Grazzi, participait à l'administration d'EPO aux coureurs de l'équipe. En mars 2000, le juge italien Franca Oliva publie un rapport détaillant les conclusions d'une enquête sur un certain nombre de médecins du sport, dont le Professeur Conconi. Cette enquête officielle affirme que les coureurs de l'équipe Carrera ont utilisé de l'EPO en 1993. Les coureurs membres de l'équipe sont entre autres Stephen Roche, Claudio Chiappucci, Guido Bontempi, Rolf Sørensen, Mario Chiesa, Massimo Ghirotto et Fabio Roscioli.

## Palmarès et distinctions

### Palmarès amateur
- 1980
  - Torino-Tigliole
- 1981
  - Giro della Castellania
- 1982
  -  Champion d'Italie amateurs 2e catégorie
  - Champion de Lombardie amateurs 2e catégorie
- 1983
  - Trofeo Sportivi Magnaghesi
  - Gran Premio Somma
  - Coppa Gaggiano
- 1984
  - Trofeo La Comida
  - Piccola Tre Valli Varesine
  - Settima della Brianza :
    - Classement général
    - 3e étape

  - Tour du Frioul-Vénétie julienne :
    - Classement général
    - 2e étape

  - Trofeo Pigoni e Miele
  - 2e du Piccola Sanremo
  - 2e de la Cronoscalata Gardone Val Trompia-Prati di Caregno
  - 2e du Tour de Lombardie amateurs
  - 2e du Trofeo Giuzzi
  - 3e du Tour de la Vallée d'Aoste
  - 3e du Gran Premio Industria e Commercio Artigianato Carnaghese
  - 3e de la Coppa d'Inverno

### Palmarès professionnel
| - 1985 - 9ea étape du Tour de Suisse (contre-la-montre par équipes) - 1987 - 1re étape de Paris-Nice (contre-la-montre par équipes) - 3e étape du Tour d'Italie (contre-la-montre par équipes) - 2e du Tour de Toscane - 8e de Paris-Tours - 1988 - 2e du Trophée Luis Puig - 9e du Tour de Lombardie - 1989 - Coppa Placci - Tour du Piémont - 2e du Tour de l'Etna - 2e du Tour du Trentin - 3e du Grand Prix de Francfort - 8e de la Flèche wallonne - 1990 - 4e étape de la Semaine cycliste internationale - 7e étape de Paris-Nice - Classement de la montagne du Tour d'Italie - 2e du Tour de France - 2e des Trois vallées varésines - 3e du Tour du Frioul - 3e du Championnat de Zurich - 3e de la Semaine cycliste internationale - 4e de la Wincanton Classic - 4e du Grand Prix des Amériques - 6e de la Coupe du monde - 7e de Paris-Nice - 1991 - 4ea et 4eb (contre-la-montre) étapes de la Semaine catalane - Milan-San Remo - Tour du Pays basque : - Classement général - 3e étape - Classement par points du Tour d'Italie - Tour de France : - Classement de la montagne - Prix de la combativité - 13e étape - GP Marostica - 2e du championnat d'Italie de cyclo-cross - 2e du Tour de Murcie - 2e du Tour d'Italie - 3e de la Flèche wallonne - 3e du Tour des Apennins - 3e du championnat d'Italie sur route - 3e du Tour du Frioul - 3e du Tour de France - 9e de la Wincanton Classic - 1992 - Tour des Apennins - Tour du Trentin : - Classement général - 3e étape - Classement de la montagne du Tour d'Italie - Tour de France : - Classement de la montagne - Prix de la combativité - 13e étape - Subida a Urkiola - GP Bardolino - 1re étape du Clásico RCN - 2e du Grand Prix de Francfort - 2e du Tour d'Italie - 2e du Tour de France - 2e de la Classique de Saint-Sébastien - 2e de la Coppa Placci - 2e du Clásico RCN - 2e du Tour de Lombardie - 2e de Florence-Pistoia - 4e de la Wincanton Classic - 7e de la Coupe du monde | - 1993 - Tour d'Italie : - Classement de la montagne - 14e étape - 17e étape du Tour de France - Classique de Saint-Sébastien - Mémorial Nencini (contre-la-montre) - Coppa Sabatini - Japan Cup - 2e du Tour du Frioul - 2e du Grand Prix du canton d'Argovie - 2e du Tour de Romandie - 2e du Tour du Trentin - 2e de la Subida a Urkiola - 2e du Grand Prix Telekom (avec Chris Boardman) - 2e de l'Escalade de Montjuïc - 3e de la Flèche wallonne - 3e du Tour d'Italie - 3e du Tour de Vénétie - 3e du Tour d'Émilie - 4e du Tour de Lombardie - 5e du Tour de Catalogne - 5e de la Coupe du monde - 6e de Liège-Bastogne-Liège - 6e du Tour de France - 7e du Championnat de Zurich - 1994 - 3e étape du Tour de Galice - Trois vallées varésines - Tour de Catalogne : - Classement général - 4e étape - Japan Cup - 2e du Tour des Apennins - 2e de la Subida a Urkiola - 2e du Tour de Galice - Médaillé d'argent du championnat du monde sur route - 2e du Tour de Lombardie - 2e de l'Escalade de Montjuïc - 3e du Tour du Pays basque - 3e de la Coppa Sabatini - 3e des Six Jours de Bologne (avec Urs Freuler) - 4e de Liège-Bastogne-Liège - 4e du Championnat de Zurich - 4e de la Coupe du monde - 5e du Tour d'Italie - 7e de la Flèche wallonne - 7e de l'Amstel Gold Race - 1995 - Tour du Piémont - Escalade de Montjuïc : - Classement général - Épreuve en ligne - Mémorial Nencini (contre-la-montre) - Japan Cup - 3e de la Subida a Urkiola - 3e du Grand Prix Telekom (avec Beat Zberg) - 4e du Tour des Flandres - 4e du Tour d'Italie - 6e du Tour de Lombardie - 7e de Liège-Bastogne-Liège - 7e du Tour de Romandie - 8e de Milan-San Remo - 1996 - 3e du Grand Prix de l'industrie et de l'artisanat de Larciano - 3e du Critérium des Abruzzes - 3e du Grand Prix de Fourmies - 3e de la Coppa Sabatini - 3e du Prix de Misano-Adriatico - 3e des Six jours de Bologne (avec Urs Freuler) - 1997 - 2e du Tour de Sardaigne - 2e de la Semaine internationale Coppi et Bartali - 6e du Tour des Flandres |  |

### Résultats sur les grands tours

#### Tour d'Italie
12 participations
- 1985 : 64e
- 1987 : 48e, vainqueur de la 3e étape (contre-la-montre par équipes)
- 1988 : 24e
- 1989 : 46e
- 1990 : 12e,  Vainqueur du classement de la montagne
- 1991 : 2e,  Vainqueur du classement par points
- 1992 : 2e,  Vainqueur du classement de la montagne
- 1993 : 3e,  Vainqueur du classement de la montagne et de la 14e étape
- 1994 : 5e
- 1995 : 4e
- 1996 : abandon (20e étape)
- 1998 : 60e

#### Tour de France
8 participations
- 1989 : 81e
- 1990 : 2e,  maillot jaune pendant 8 jours
- 1991 : 3e,  Vainqueur du classement de la montagne, du  prix de la combativité et de la 13e étape
- 1992 : 2e,  Vainqueur du classement de la montagne, du  prix de la combativité et de la 13e étape
- 1993 : 6e, vainqueur de la 17e étape
- 1994 : non partant (12e étape)
- 1995 : 11e
- 1996 : 37e

#### Tour d'Espagne
2 participations
- 1988 : 26e
- 1997 : 11e

### Distinctions
- Giglio d'Oro (coureur italien de l'année) : 1992 et 1994
- Mendrisio d'or : 1991
- Prix Franco Ballerini : 2023